# Croizatia cimalonia
Croizatia cimalonia là một loài thực vật có hoa trong họ Diệp hạ châu. Loài này được Cer�n & G.L.Webster mô tả khoa học đầu tiên năm 2002.